# Knittelvers
Een knittelvers is een gedicht dat nagenoeg geen enkel regelmatig metrum bezit.
Het volgende knittelvers is een gedicht van De Schoolmeester, pseudoniem van: Gerrit van de Linde, een bekende knittelverzenschrijver.
Een hond is iemand die van zijn baas bijzonder veel houdt, 
 die hij, om zo te spreken, als zijn derde vader beschouwt, 
 en die hem dikwijls een hele boerenwoning toevertrouwt, 
 waar hij door zijn blaffen bedelaars en dieven vandaan weet te jagen, 
 en de post van portier waarneemt zonder er ooit geld voor te vragen.
Een kreupelrijm is een gedicht, waarbij daarentegen de rijm ontbreekt.